# Maesa densistriata
Maesa densistriata là một loài thực vật có hoa trong họ Anh thảo. Loài này được C. Chen & C.M. Hu mô tả khoa học đầu tiên năm 1994.